# Відносини Казахстан — Європейський Союз
Відносини Казахстану та Європейського Союзу ― це міжнародні відносини між Республікою Казахстан та спільні зовнішньополітичні та торгові відносини Європейського Союзу.
ЄС є головним економічним партнером Казахстану. Понад 50% зовнішньої торгівлі країни припадає на ЄС. 48% внутрішніх інвестицій Казахстану надходять з країн ЄС. 

## Порівняння
|                   | Європейський союз | Кахастан |
| ----------------- | --- | --- |
| Населення         | 447 206 135 | 18 708 352 |
| Площа             | 4,324,782 км2 (1,669,808 sq mi) | 2724 900 км2 (1052 100 кв. Миль) |
| Густота населення | 115 / км 2 (300 / кв. Милі) | 7 / км2 (18,1 / кв. Милі) |
| Столиця           | Брюссель ( де-факто ) | Нур-Султан |
| Глобальні міста   | Париж, Рим, Берлін, Відень, Мадрид, Амстердам, Афіни, Дублін, Гельсінкі, Варшава, Лісабон, Стокгольм, Копенгаген, Прага, Бухарест, Нікосія, Будапешт, Таллінн, Софія, Рига, Любляна, Братислава, Вільнюс, Загреб                                                                                 | Нур-Султан, Алмати, Актобе, Костанай, Караганда, Атирау, Павлодар, Тараз, Єзказган, Кизилорда, Семей, Екібастуз, Шимкент, Аркалик, Жанаозен, Рідер, Теміртау, Степногорськ |
| Уряд              | Наднаціональна парламентська демократія на основі європейських договорів | Унітарна домінуючо-партійна президентська конституційна республіка |
| Перший лідер      | Президент вищої адміністрації Жан Моне | Президент Нурсултан Назарбаєв |
| Поточний керівник | Голова ради Шарль Мішель Голова комісії Урсула фон дер Леєн | Президент Касим-Жомарт Токаєв Прем'єр-міністр Смаїлов Аліхан Асханович |
| Офіційні мови     | 24 офіційні мови, з яких 3 вважаються "процедурними" (англійська , французька та німецька) | Казахська |
| Основні релігії   | 72% християн (48% римські католики, 12% протестанти, 8% православні, 4% інші християни), 23% нерелігійні, 3% інші, 2% іслам | 70,2% мусульман, 26,3% християн, 3,5% інші |
| Етнічні групи     | німці (близько 83 мільйонів), французи (близько 67 мільйонів),італійці (близько 60 мільйонів), іспанці (близько 47 мільйонів), поляки (близько 46 мільйонів), румуни (близько 16 мільйонів), нідерландці (близько 13 мільйонів), греки (близько 11 мільйонів), португальці (бл. 11 млн.) та інші | 65,5% казахи, 21,5% росіяни, 3,0% узбеки, 1,8% українці, 1,4% уйгури, 1,2% татари, 1,1% німці, 4,5% інші                                                                   |
| ВВП (номінальний) | 16,477 трлн. Дол. США, 31 801 дол. На душу населення | 179,332 мільярда доларів, 9686 доларів на душу населення |

## Угода про партнерство та співробітництво
Двосторонні відносини ЄС та Казахстану керуються Угодою про партнерство та співробітництво 1994 року.  Посилення партнерства та співпраці Казахстану з Європейським Союзом та його державами-членами були ратифіковані парламентом Казахстану в березні 2016 р.  Європейський парламент ратифікував угоду 12 грудня 2017 р.  511 із 654 присутніх членів Європарламенту проголосували за ратифікацію.  Вісімнадцять держав-членів ЄС ратифікували Угоду про посилене партнерство та співробітництво (EPCA) з Казахстаном.  Казахстан - перша середньоазійська країна, яка уклала EPCA з ЄС. 
EPCA набрав чинности 1 березня 2020 року. Угода регулює торговельно-економічні відносини між ЄС та Казахстаном. 
Казахстан також є частиною Стратегії ЄС та Центральної Азії щодо нового партнерства. 

## Рада з питань співпраці
Рада з питань співробітництва між Казахстаном та Європейським Союзом збирається щорічно і є органом для виконання двосторонньої Угоди про партнерство та співробітництво.  Рада з питань співробітництва та Казахстан обговорюють багато питань, що мають взаємне значення, таких як політичні, судові та економічні реформи, верховенство права, торговельно-економічні відносини та регіональна стабільність. 
Під час 15-ї сесії, яка відбулася 4 жовтня 2016 року, Рада вітала Угоду про посилене партнерство та співробітництво. 

## Торгівля
Починаючи з 2002 року, ЄС виріс і став найбільшим торговим партнером Казахстану , на який спрямовується 40% його експорту. У 2007 році цей експорт становив, головним чином, 80%, нафту та газ. У 2007 році імпорт товарів з Казахстану до ЄС склав 13,35 млрд. Євро, а послуг - 1,52 млрд. Євро. Експорт ЄС до Казахстану склав 6,04 млрд. Євро товарів та 1,92 млрд. Євро послуг. Половина прямих іноземних інвестицій Казахстану в 7,3 мільярда доларів у 2006 році надійшла з ЄС. Як основний постачальник енергії до ЄС, ЄС підтримує приєднання до Світової організації торгівлі.
У 2014 році більше половини загальної торгівлі Казахстану припадає на ЄС - близько 53,4 млрд. Доларів у 2013 році та 28,4 млрд. Доларів у першій половині 2014 року  Більше половини валових прямих іноземних інвестицій, або майже 100 мільярдів доларів, надійшло з країн ЄС.  Торгівля до ЄС коштувала 31 млрд. Євро (36%). ЄС також є найбільшим іноземним інвестором в Казахстані, представляючи понад 50% ПІІ в Казахстані (2014). 
В експорті Казахстану до ЄС значною мірою переважає енергетика, а в експорті з ЄС - машини та транспортне обладнання, а також продукція у виробничому та хімічному секторах. 
На двосторонніх зустрічах з прем'єр-міністром Великої Британії Девідом Кемероном у Лондоні президент Казахстану Назарбаєв підписав 46 договорів на суму понад 13 млрд. Доларів США. 
Казахстан, ЄС та Міжнародний торговий центр запустили в грудні 2020 року регіональний проєкт Ready4Trade Central Asia. Одним із ключових напрямків проєкту “Ready4Trade Central Asia” є розробка всеосяжного законодавства в галузі електронної комерції, яке планується впровадити в Казахстані за сприяння ITC та Конференції ООН з торгівлі та розвитку (UNCTAD). 

## Прямі закордонні інвестиції
Понад 50% прямих іноземних інвестицій (ПІІ) в Казахстан походять з країн Європейського Союзу. Найбільшими джерелами ПІІ з країн-членів ЄС є Нідерланди (90,4 млрд. Доларів), Швейцарія (25,8 млрд. Доларів), Франція (16,1 млрд. Доларів), Італія (8,7 млрд. Доларів), Бельгія (7,6 млрд. Доларів) та Німеччина (5,2 млрд. Доларів). 
У Казахстані зареєстровано понад 4000 компаній з європейським капіталом та понад 2000 спільних підприємств. 

## Співпраця
Угода про партнерство та співробітництво (УПС) з Казахстаном є правовою базою двосторонніх відносин між ЄС та Казахстаном з моменту набуття ним чинности в 1999 році. У листопаді 2006 року було підписано Меморандум про взаєморозуміння про співробітництво в галузі енергетики між ЄС та Казахстаном, що створює основу для посиленої співпраці. Казахстан визнає посилення економічної та політичної інтеграції ключовим фактором його модернізації та розвитку. 
Майбутня допомога Європейської Комісії буде зосереджена на наступних пріоритетних сферах: сприяння поточному процесу реформ на політичному, економічному, судовому та соціальному рівнях, розбудова інфраструктури та співпраця в енергетичному секторі.
Загальні цілі співпраці ЄС, відповіді на політику та пріоритетні напрямки для Центральної Азії можна знайти в Документі регіональної стратегії ЄС для Центральної Азії на 2007–2013 роки. На додаток до допомоги в рамках Інструменту співробітництва в галузі розвитку (ІСР), Казахстан бере участь у кількох поточних регіональних програмах. 
Рада з питань співробітництва між Європейським Союзом (ЄС) та Казахстаном провела своє чотирнадцяте засідання у вівторок, 3 березня 2015 р.  Засідання проходило під головуванням міністра закордонних справ Казахстану Ерлана А. Ідрісова, а делегацію ЄС очолював міністр закордонних справ Латвії Едгарс Рінкевич. ЄС підтвердив підтримку членства Республіки Казахстан у СОТ. 
У 2014 р. Казахстан став першою країною Центральної Азії, яка приєдналася до Азійсько-європейської зустрічі (ASEM). 
В Астані відбулася конференція на тему: "25 років відносин між Європейським Союзом та Центральною Азією: від минулого до майбутнього", на якій Спеціальний представник ЄС у справах Центральної Азії Пітер Бур'ян підтвердив фінансову та політичну прихильність Європейського Союзу до Казахстану та регіону Центральної Азії. 
ЄС запустив у листопаді 2019 року три програми, що сприяють регіональній інтеграції в Центральній Азії. Бюджет програм складає 28 мільйонів євро (30,8 мільйона доларів). Вони підтримуватимуть верховенство права, торгівлю, інвестиції та зростання в регіоні відповідно до нової Стратегії ЄС щодо Центральної Азії. 

## Співпраця в галузі зеленої економіки
У 2015 році Європейський Союз та Казахстан розпочали проєкт з підтримки переходу Казахстану до моделі зеленої економіки. Проєкт фінансується Європейським Союзом і реалізується Програмою розвитку ООН (ПРООН) як провідна організація у партнерстві з ЄЕК ООН. 
Загальною метою проєкту є сприяння довгостроковій екологічній стійкості та інклюзивному економічному розвитку Казахстану, підтримуючи перехід країни до Моделі зеленої економіки. 

## Діалог з правами людини
У квітні 2008 р. Казахстан та ЄС підписали угоду про початок діалогу з прав людини. Діалоги з правами людини є інструментом зовнішньої політики ЄС і призначені для обговорення питань, що становлять взаємний інтерес, і посилення співпраці у галузі прав людини, а також ініціювання ініціатив щодо поліпшення відповідної ситуації з правами людини. Відповідно до цієї угоди, ЄС провів перший структурований діалог з правами людини з Казахстаном у жовтні 2008 р. 
Європейський Союз надає економічну та технічну допомогу Казахстану через Європейський інструмент демократії та прав людини (EIDHR).  ЄС бюджетує 1 млн. Євро на рік на різноманітні проєкти в Казахстані, що підтримують поточні правові реформи в Казахстані та посилення ролі громадянського суспільства. 

## Обговорення членства в ЄС
Казахстан має деяку європейську, що географічно обгрунтовує його європейський статус та потенційне членство в ЄС. У 2009 році посол Казахстану в Росії Аділбек Джаксибеков сказав: "Ми хотіли б приєднатися в майбутньому до Європейського Союзу, але приєднатися не як Естонія та Латвія, а як рівноправний партнер".  Ця заява стосувалася довгострокової перспективи, оскільки в даний час Казахстан навіть не бере участі в Європейській політиці сусідства (ЄПС), хоча МЗС Казахстану висловив зацікавленість у ЄПС. Європейський депутат Чарльз Таннок запропонував включити Казахстан у ЄПС, наголошуючи при цьому, що "в Казахстані все ще є занепокоєння щодо демократії та прав людини". 

## Співпраця у судовій сфері
Казахстан та ЄС розпочали трирічний проєкт під назвою "Посилення кримінального правосуддя в Казахстані" (EUCJ) у жовтні 2015 року. Загальний бюджет проєкту, виділений ЄС, становив 5,5 млн. Євро.  ЄСЮ намагався сприяти верховенству права та реформувати судову систему Казахстану. На конференції, присвяченій завершенню проєкту, стратегічний директор EUCJ Білл Мазер зазначив: «Всі цілі проєкту... були виконані раніше часу». 

## Культура та освіта
Казахський культурний центр Тіл Казина (Культура - це скарб) відкрився в Брюсселі, Бельгія, в червні 2020 року.  Новий центр був створений для сприяння культурному обміну та співпраці шляхом проведення мовних курсів, організації різноманітних семінарів та практикумів з казахського мистецтва та кухні.
Казахстан є основним бенефіціаром програми ЄС "Еразмус +", яка склала 115 млн. Євро для співпраці у галузі вищої освіти з Центральною Азією на період 2014-2020 років.  До кінця 2020 року близько 3400 казахських студентів та співробітників прибудуть до Європи для навчання чи викладання, тоді як казахстанські установи прийматимуть понад 1500 європейців. 